# Так и силата на Жужу
„Так и силата на Жужу“ (на английски: Tak and the Power of Juju) е американски анимационен сериал, който е излъчен само за един сезон от 31 август 2007 г. до 24 януари 2009 г. Базиран е на едноименната игра от 2003 г. Той е копродукция между THQ и Nickelodeon. Продуцент на сериала е Ник Дженингс. Това е вторият компютърно анимиран сериал на Nickelodeon след „Приключенията на Джими Неутрон: Момчето гений“.

## В България
В България сериалът се излъчва първоначално по „Диема Фемили“, а по-късно се излъчват повторения по Super7. Дублажът е на студио „Медиа Линк“. Ролите се озвучават от Петя Миладинова, Цветослава Симеонова, Живко Джуранов и Росен Плосков.